# Stanislav Stanislavovič Potocki
Grof Stanislav Stanislavovič Potocki (rusko Станислав Станиславович Потоцкий), ruski general, * 1782, † 1831.
Bil je eden izmed pomembnejših generalov, ki so se borili med Napoleonovo invazijo na Rusijo; posledično je bil njegov portret dodan v Vojaško galerijo Zimskega dvorca.

## Življenje
Aprila 1793 je kot kornet vstopil v konjeniški polk; leta 1796 je zapustil vojaško službo in nato pa je bil ponovno sprejet v vojaško službo 14. maja 1803. 
Leta 1805 je sodeloval v bitki pri Austerlitzu kot adjutant carjeviča. Pozneje se je udeležil še bojev v letih 1807 in 1809. 15. septembra 1811 je bil povišan v polkovnika. 
Sodeloval je v bitki pri Borodinu ter v bitki za Leipzig; za zasluge je bil 15. septembra 1813 povišan v generalmajorja. Pozneje se je udeležil še bitke za Pariz in bil 1. junija 1817 povišan v generaladjutanta. 
6. septembra 1822 je zapustil vojaško službo s pravico nošnje uniforme. Leta 1828 je prejel naziv tajnega svetovalca in postal je višji mojster ceremonij na najvišjem dvoru.